# لوان کیراکوسیان
لوان کیراکوسیان ( انگلیسی: Levan Kirakosyan؛ زادهٔ ۲۴ دسامبر ۱۹۷۳) بوکسور حرفه‌ای پیشین در دسته فوق پروزن اهل ارمنستان است که بین سال‌های ۱۹۹۹ تا ۲۰۱۲ به رقابت می‌پرداخت. وی شهروندی روسیه را نیز دارد. کیراکوسیان دو مرتبه در سال‌های ۲۰۰۷ و ۲۰۱۰ به عنوان فوق پروزن اروپا را دست یافت. وی در سال ۲۰۰۵ به مقام قهرمانی جهان World Boxing Foundation (WBFo) دست یافت.

## زندگی‌نامه
وی در ۲۴ دسامبر ۱۹۷۳ در گیومری به دنیا آمد 